# El Risitas
Juan Joya Borja (født 5. april 1956 i Sevilla, død 28. april 2021) var en spansk komiker og skuespiller. Han blev kendt for sin høje, hvæsende latter, der førte til hans kaldenavn El Risitas (på dansk “Grinet”) i flere spanske medier.
Borja opnåede i 2015 popularitet på internettet via en række memes baseret på et tv-interview fra 2007 med Jesús Quintero. I interviewet fortalte Borja en historie fra dengang han arbejdede på en restaurant i Chipiona, Cádiz. Han beskriver, hvordan han efterlod nogle pander med paella i havet for at vaske dem, og da han næste morgen vendte tilbage for at hente panderne, var de med tidevandet ført ud i havet.  Han afbryder adskillige gange historien med sit velkendte grin. Interviewet førte til mange parodier hvor Borja’s historie ofte er redigeret med falske undertekster. Nogle af dem handler generelt om den moderne verden og er blevet sammenlignet med parodierne på filmen Der Untergang.
Efter lang tids kamp mod alvorlig sygdom døde Borja på et hospital i Sevilla den 28. april 2021. Han blev 65 år gammel.